# Komba Garnettova
Komba Garnettova (Otolemur garnettii) je druh stromové poloopice, endemické pro východní pobřeží Afriky. Aktivní je v noci a živí se ovocem a hmyzem.

## Poddruhy
- O. g. garnettii – srst na hřbetě má dozelena až červenohněda, břicho dožluta a terminální stranu ocasu černou
- O. g. lasiotis – je celkově světlejší než O. g. garnettii a je zbarvená došeda, břicho má bílé a terminální strana ocasu je tmavší než zbytek a celý ocas je pak zakončen bílou špičkou
- O. g. kikuyuensis – má šedý kožich s nádechem zelené na hřbetě, bocích a končetinách, srst na břiše je žlutohnědá a ocas je obvykle světle hnědý s černým koncem
- O. g. panganiensis – je červenohnědá až šedá bez zeleného nádechu, břicho je bíložluté a konec ocasu tmavě hnědý až černý

## Vzhled
Gomba Garnettova je vzhledem k ostatním druhům komb relativně velká. Uši má v poměru k hlavě dosti malé. Oči má velké a vidění binokulární. Zubní vzorec je 2:1:3:3.
Má tělo v průměru dlouhé 26 cm a ocas dlouhý 31 až 44 cm. Hmotnost se pohybuje od 500 g do 1 kg. Samci bývají o 19 % větší než samice, ale zato déle dospívají.

## Chov v zoo
Jedná se o raritně chovaný druh. Na počátku roku 2014 bylo v 19 světových zoo chováno celkem 43 komb Garnettových, a z toho pouze 10 samic. V evropských zoo se přitom jednalo o 15 těchto komb, přičemž samice byly jen dvě (jedna v Zoo Plzeň a druhá v Zoo Ostrava). Na severoamerické zoo připadalo 25 komb Garnettových, z nichž bylo 8 samic.
O necelých pět let později (na podzim 2018) byla situace příznivější jen částečně. Počet chovatelů klesl na 18, ale počet jedinců stoupl o 13. Z 56 chovaných zvířat bylo samic jen 18, takže problém s jejich nedostatkem stále přetrvával. Třináct samic připadalo na severoamerické zoo a zbylých pět na zoo evropské. Čtyři z těchto samic byly umístěny v českých zoo: Zoo Jihlava, Zoo Ostrava, Zoo Plzeň, Zoo Praha.
Na počátku roku 2020 byl tento druh chován v sedmi evropských zoo, z toho hned čtyř českých:
- Zoo Jihlava
- Zoo Ostrava
- Zoo Plzeň
- Zoo Praha

Dále byly tyto komby chovány v Zoo Bratislava na Slovensku, Zoo Köln v Německu a Zoo Poznaň v Polsku.
Odchovy jsou vzácné a jsou častější v Evropě než v Americe. Odchovem komby Garnettovy se mohou pochlubit i české zoologické zahrady – Zoo Ostrava a Zoo Plzeň.

### Chov v Zoo Praha
V Zoo Praha byl tento druh prvně chován v letech 2007 až 2010. Aktuální chov započal roku 2015.  V letech 2017 i 2018 byli chováni tři samci a jedna samice. V prosinci 2019 se narodilo mládě, které znamená prvoodchov v historii této zoologické zahrady.
Druh je k vidění v pavilonu Afrika zblízka v horní části zoo, a to v expozici společně s mangustami trpasličími.